# Miradouro do Pão de Açúcar
O Miradouro do Pão de Açúcar é um miradouro Português, localizado no concelho de Vila do Corvo, na ilha do Corvo, arquipélago dos Açores. 
Este miradouro localiza-se na elevação denominada Pão de Açúcar, a elevada altitude e permite uma grande visibilidade por todo um vasto espaço que se estende desde o início da montanha que dá início à ilha do Corvo até à Vila do Corvo, já junto ao mar e também à ilha das Flores próxima.